# Brezovica (Prešov)
Brezovica (in tedesco Bersewitz o Bresowitz, in ungherese Berzevice, in ruteno Brezovicyja) è un comune della Slovacchia facente parte del distretto di Sabinov, nella regione di Prešov.
Ha dato i natali al compositore Oto Ferenczy.

## Storia
Citato per la prima volta nel 1317 con i nomi di Berzeuice e Brezuicz come centro più importante dei feudatari della rocca di Torysa, fu la patria della locale dinastia dei Berzeviczy (lett. “di Brezovica”). Nel XVI secolo il villaggio fu interessato da un popolamento di coloni ruteni  che tuttora mantengono le proprie tradizioni.